# Tobias Rehberger
Tobias Rehberger (2 juin 1966 - ) est un sculpteur allemand, né à Esslingen am Neckar.

## Œuvres
- Kunsthalle Basel, 1998
- Moderna Museet, Stockholm, 1998
- Sprengel Museum, Hanovre, 1998
- Geläut – bis ich’s hör’ ..., Museum für Neue Kunst, Karlsruhe, 2002
- bitte ... danke, Galerie der Stadt Stuttgart, 2003/2004
- Private matters, Whitechapel Gallery, Londres, 2004
- Cancelled projects, Museum Fridericianum, Cassel, 1995

## Récompenses
- Förderpreis des Internationalen Kunstpreises des Landes Baden-Württemberg, 1999
- Dix-Preis, 2001
- Karl-Ströher-Preis, 2003
- Lion d’or du meilleur artiste ayant répondu au thème 2009 « Fare Mondi // Making Worlds », Biennale de Venise